# ジャレビ

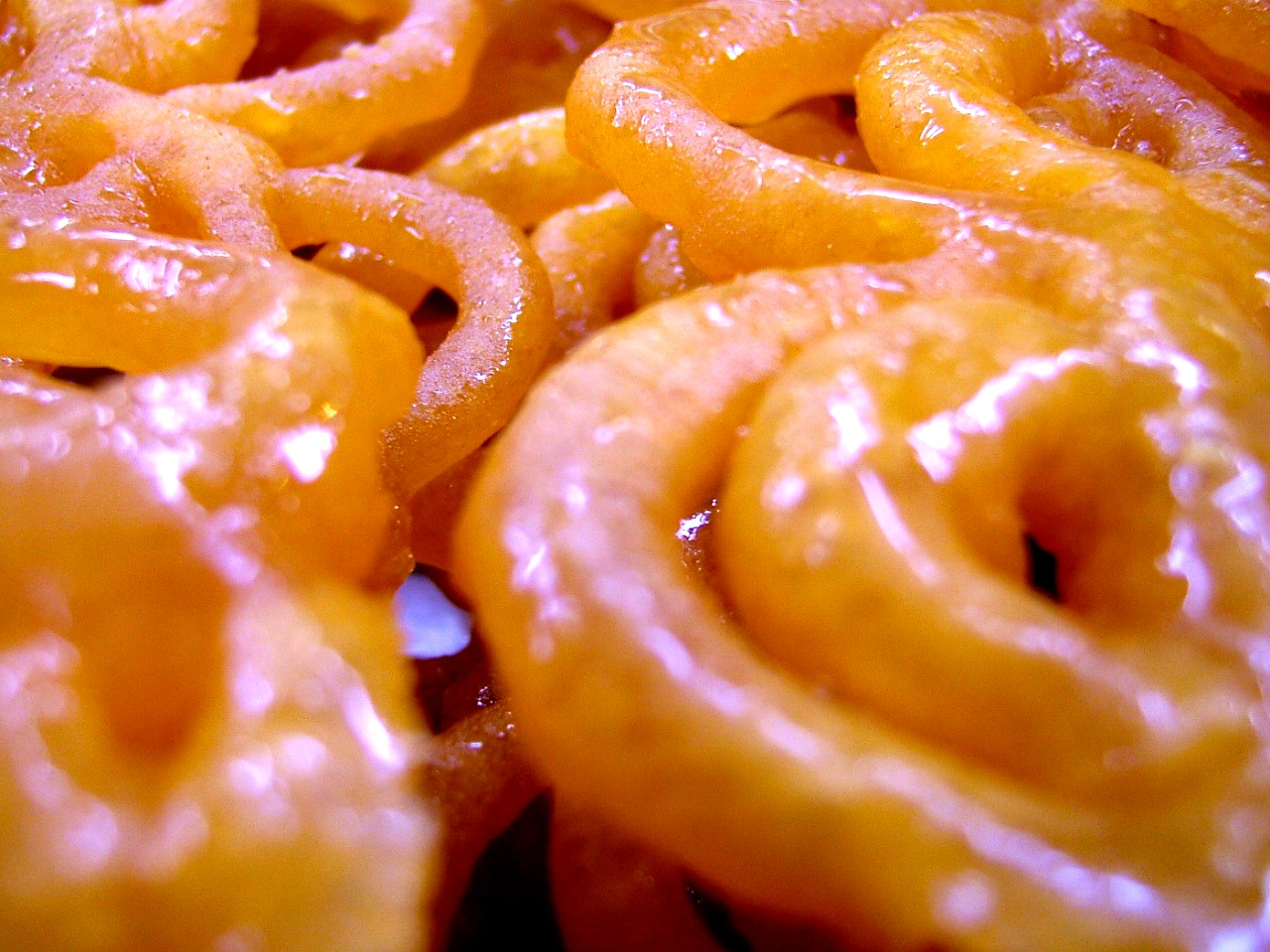
インドのジャレビ

ジャレビとは、小麦粉（メイダ / Maida flour）と水を混合してこねて作った、持ち上げれば垂れてくるくらいに緩い生地を、プレッツェルないしは円環状になるように熱した油に落として揚げ、さらに砂糖のシロップに漬けて作る菓子である。中東から北アフリカにかけての諸国で、一般的に見られる。

## 呼称
ジャレビはJalebi、Jilawii、まれに Jalibi、ヒンディー語: जलेबी、カンナダ語: ಜಿಲೇಬಿ、ネパール語: जिल्फी/जेरी、ウルドゥー語: جلیبی、マラヤーラム語: ജിലേബി、シンド語: جلیبی、マラーティー語:  जिलेबी/जिलबी、シンハラ語:  පැණි වළලු、パンジャーブ語: ਜਲੇਬੀ jalebī、ベンガル語: জিলাপী jilapi、パシュトー語: ځلوبۍ źəlobəi、ペルシア語: زولبیا zulbia、アラビア語: المشبك في مصر زلابية、zalabiyah。

## 概要

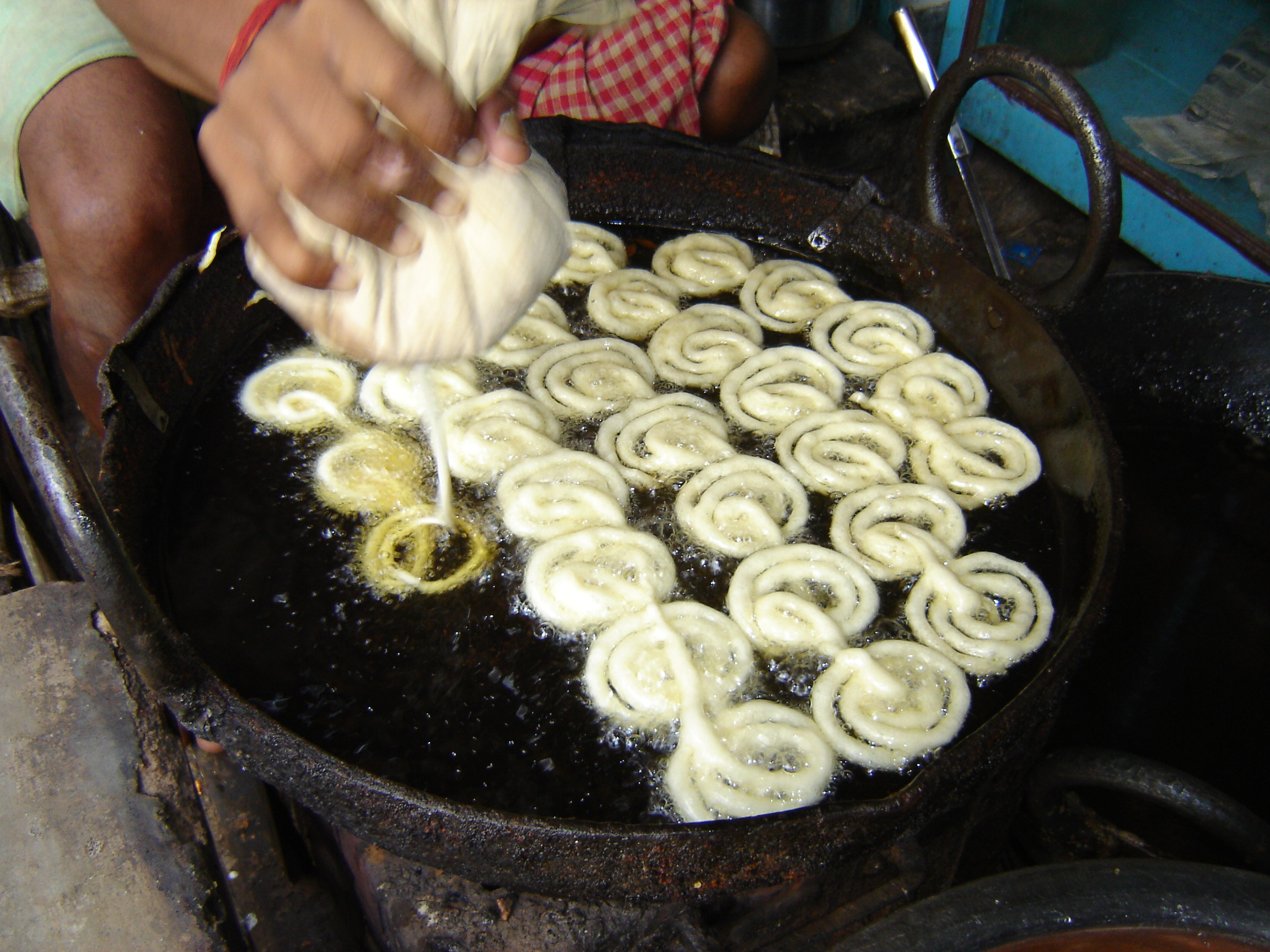
ジャレビの調理風景
(ハウラー)

ジャレビは、インド、パキスタン、スリランカ、ネパール、バングラデシュなどのインド亜大陸諸国や、イラン、イラク、ヨルダン、シリア、イスラエル、パレスチナ、レバノン、エジプト、チュニジア、モロッコなど中東から北アフリカにかけての諸国で、一般的に見られる菓子である。
この菓子は、温かい状態でも、冷めた状態でも供される。噛み応えのある食感があり、外側はシロップによってコーティングされている。シロップには、クエン酸かライム・ジュースが加えられることがあり、また、ローズウォーターやアダンの香りの水が加えられることもある。
なお、インドでは、ジャレビは「インドの祝い菓子」とされており、独立記念日や共和国記念日のような全国的な祝日には、役所や軍事施設、その他においても振る舞われることがよくある。ジャレビはパキスタンにおいても最も好まれる菓子のひとつである。パキスタンでは、地方によっては頭痛の薬としてジャレビを用い、沸かした牛乳に浸してしばらく置いてから食べる。
また、ネパールでこの菓子は「ジェリ」と呼ばれる。ジェリはネパールでは身近な菓子であり、出かける前に軽食として口にしたり、間食として食べられたりするので、ネパールの菓子屋にはしばしばジェリが作り置かれている。
ジェリは普通、輪が連なった形に仕上げられるのだが、熱した油の中に既述のような緩い生地を流し込んで揚げるために、どのような形状になるのかは、揚げるたびに異なってしまう。

## 作り方の例
ジャレビは、次のような手順で作られる。ただし、ここに書かれているのは、あくまで日本でも比較的簡単に手に入る材料で再現した作り方であり、作り方の例に過ぎないことを断っておく。

### 材料
- 生地 - だいたい5個分の分量
  - 薄力粉 - 50g
  - 水 - 60ml
- シロップ - 同じくだいたい5個分に必要な分量
  - 砂糖 - 100g
  - 水 - 100ml

### 作り方
1. 薄力粉と水を十分に混合し、これを一晩寝かせた物を生地とする。
2. 深めの鍋に適量の揚げ油を入れ、これを170℃にまで熱する。
3. 口径2mmの丸口金を取り付けた絞り袋に、一晩寝かせておいた生地を入れる。（備考も参照のこと。）
4. 全体の直径が約10cm程度で、隙間の多い円形の模様を描きながら適量の生地を油に流す。適量になったら口金の先端を指で塞ぐことで生地を切る。（緩い生地なので、口金を塞ぐだけで簡単に生地を切ることができる。）
5. 170℃で3分間程度揚げたら油から取り出し、油切りをしておく。
6. 別の鍋で砂糖を水とで作ったシロップを熱し、シロップ全体が泡立ってきたら弱火とし、油切りをしていた上記の物に絡めれば完成である。

### 備考
- 上記の「作り方」では口径2mmの丸口金を取り付けた絞り袋を使用するとなっているものの、生地を細く熱した油の中に垂らすことのできる物であれば、別な物を用いても良い。参考までに、2004年現在ネパールでは生地を漏斗に入れて熱した油の中に落としている[2]。ただし、宇田和子がネパール人に聞いたところによると、かつては手に生地を持って、指の間から熱した油の中に垂らして作っていたという[2]。
- 砂糖と水で作ったシロップは、熱した際に焦げ付いてしまいやすいので注意が必要である。しかし、このシロップを十分に熱しておかないと、完成品が水っぽくなってしまう[2]。

## 歴史
ジャレビの歴史を遡ると、古代インドでクンダリカ (Kundalika) とか ジャルヴァリカ (Jal-vallika) と呼ばれていた、シロップ漬けで液体に近い菓子にまで遡ることができる。サンスクリット（梵語）後期の地方口語において、Jal-vallika が Jalebi に転じ、この頃からイスラム教勢力によるインド支配の時期におけるインド亜大陸からの文化の伝播と貿易を介して、中東へのジャレビの普及が進み、Jalebi が Zalebi に転じ、中東の諸語では Z 音で広がっていったものと思われる。
現在確認されている中でジャレビについて言及されている最も古い文献は、ムハンマド・ビン・ハサン・アッ＝バグダッディ (Muhammad bin Hasan al-Baghdadi) による13世紀の料理書である。イランでは、ズルビアと呼ばれ、ラマダーンの間は、貧者にこの菓子を施す習わしがあった。
この菓子に言及したインドにおける最初期の例のひとつは、ジナスラ (Jinasura) によって1450年に編纂されたジャイナ教の文献『Priyamkarnrpakatha』に収められている。この記述は、その後の料理書などに引用され、17世紀にまとめられた古典的文献であるラグナータ (Raghunatha) の『Bhojan-kutuhala』にも引用されている。
1900年代はじめには、アイスクリームを持つためにジャレビが使われた。このアイデアは、アーネスト・A・ハムウィ (Ernest A Hamwi) という人物のものであった。コーンが発明されるまで、アメリカ人の家族にとってもジャレビはごちそうだった。

## 類似の菓子
ジャレビと似た菓子として、赤みがかったオレンジ色で甘みが強いイマルティ (imarti)や、紫がかった緑色のアンゴール・アーナ (angoor aana) があるが、ジャレビとは異なり、これらは（小麦粉ではなく）レンズマメの粉で、ジャレビと同様な状態の生地を作って揚げられる。こうした菓子は、ウッタル・プラデーシュ州、ラージャスターン州、マディヤ・プラデーシュ州といった北インドの諸州で作られている。チェナーを使って作るものは、チェナー・ジャレビ (chhena jalebi) といい、ラージャスターン州、ベンガル地方、オリッサ州などの各地でよく作られており、場所によって形態には多様性がある。